# Monosomia 2q37
La monosomia 2q37 és una alteració genètica poc comuna causada per la deleció d'un segment situat cap al final del braç llarg del cromosoma 2.

## Descripció clínica
Gairebé tots els pacients descrits amb aquesta mutació pateixen, en major o menor grau, retard mental i alteracions facials, que solen consistir en una cara rodona, ulls més endinsats del normal i un llavi superior prim. Aquesta mutació també sol anar acompanyada de problemes de comportament. En un 50% dels pacients s'observa braquimetafalangisme (escurçament dels metacarps i dels metatarsians), però aquesta característica física no sol ser evident fins que el pacient no supera els 2 anys. Alguns pacients també tenen altres problemes com malalties congènites al cor o problemes en la seva mida. S'han descrit pacients que mostren un fenotip similar al que presenten els pacients de l'osteodistròfia hereditària d'Albright. També s'ha descrit 4 pacients que presentaven holoprosencefàlia. La variabilitat fenotípica entre els posseïdors d'aquesta monosomia és molt gran, i la mida de la regió on hi ha la deleció no es pot fer servir com a predictor exacte de prognosi.

## Origen i mida de la deleció
La deleció mínima requerida per causar aquesta síndrome és una regió de 3 megabases que conté els gens GPR35, GPC1 i STK25. Gairebé totes les delecions que s'han descrit són terminals a l'extrem del cromosoma 2. A més, un estudi del 2010 sembla indicar que la deleció del gen HDAC4 és la que provoca els defectes al cor i la braquidactília. La freqüència de delecions de novo en aquesta regió és alta, però també s'han observat diversos casos dins d'una mateixa família, suggerint que també hi pot haver un factor hereditari. No s'han observat punts de trencament comuns que causin la deleció, indicant que és poc problable que les alteracions en el segment 2q37 siguin causades per recombinació entre no homòlegs o LCRs. En un estudi realitzat amb 20 pacients, no es va trobar cap relació clara entre els diferents fenotips i la mida o posició de la regió monosòmica.